# Atlanta
Pour les articles homonymes, voir Atlanta (homonymie).
Atlanta (/at.lɑ̃.ta/ ; en anglais : /æt.ˈlæn.tə/) est la capitale et la ville la plus peuplée de l'État de Géorgie, aux États-Unis. Selon les estimations du Bureau du recensement des États-Unis, en 2024 la municipalité a une population de 520 070 habitants et son aire urbaine est peuplée de 6 411 149 habitants, ce qui en fait la huitième métropole du pays (devant Philadelphie et après Miami et Washington).
Atlanta est une ville d'importance internationale. Ville olympique lors des Jeux d'été de 1996 ainsi que Ville mondiale selon plusieurs classements, Atlanta et sa banlieue proche abritent les sièges de multinationales comme United Parcel Service, Coca-Cola, CNN et Delta Air Lines. Son industrie cinématographique est l’une des plus importantes des États-Unis et du monde avec de nombreux films et séries qui y sont tournés chaque année. Atlanta est le quartier général de la prestigieuse agence fédérale Centres pour le contrôle et la prévention des maladies. Son aéroport international est le plus important du monde en nombre de vols et en nombre de passagers. L'agglomération, dont la population a augmenté de 24 % entre 2000 et 2010, est une des aires urbaines des États-Unis dont la croissance est la plus rapide.

## Histoire
Le terrain de la ville d'Atlanta fut cédé à la Géorgie par les Indiens de la tribu des Creeks en 1821 en échange de la reconnaissance fédérale de la souveraineté Creek sur le territoire restant. Cependant, après la mort de McGillivray en 1793, la Géorgie a continué son expansion sur le territoire Creek.

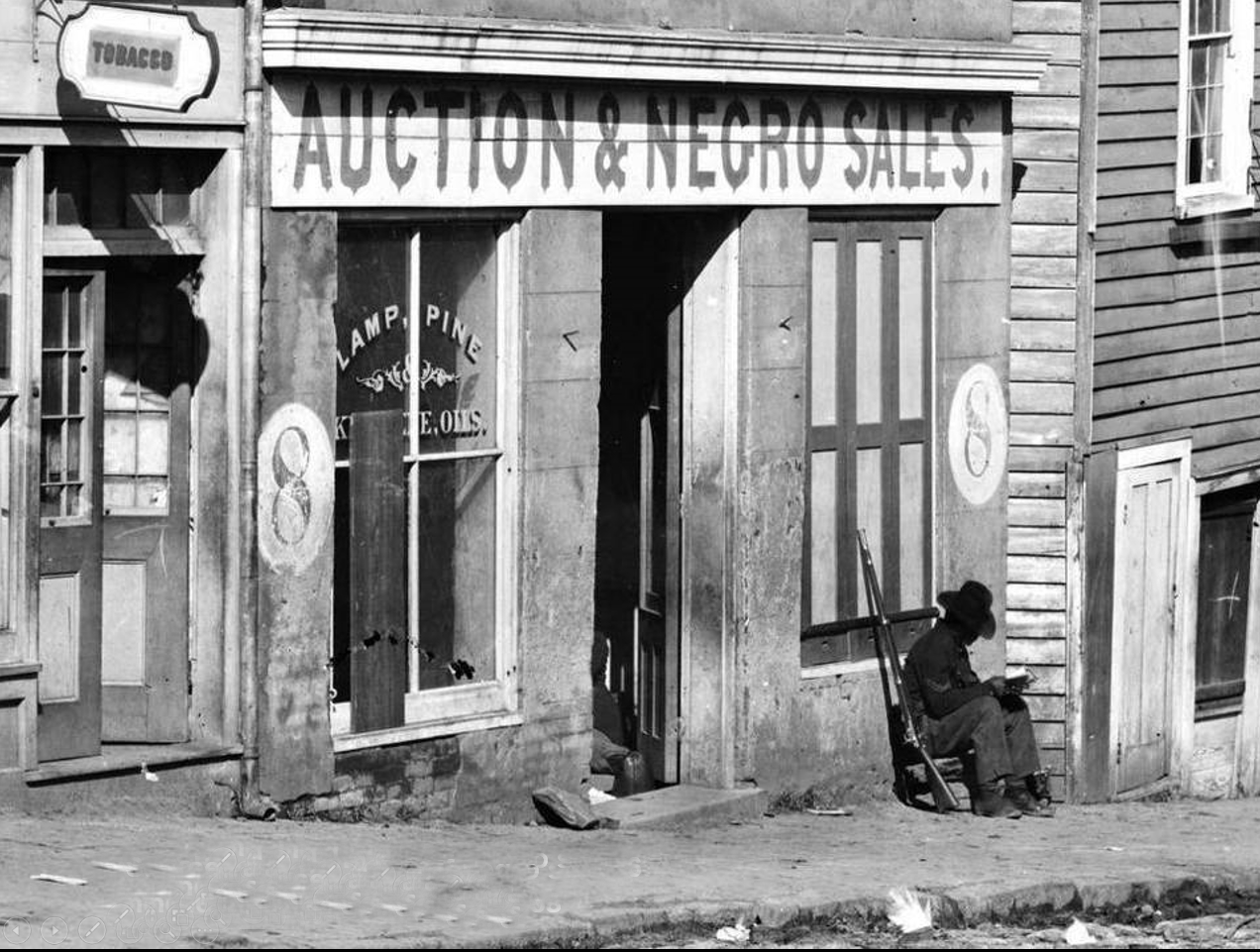
Bureau de vente aux enchères d'esclaves sur Whitehall Street, Atlanta, 1864.

Établie en 1837 à l'embranchement de deux lignes ferroviaires, la ville devint un centre ferroviaire important de la Confédération sudiste pendant la guerre de Sécession. Atlanta est un des rares toponymes des États-Unis qui est complètement inventé : dans les années 1840, les pouvoirs du milieu des affaires de la ville ont promu le nom « Atlanta » (d'après la Western & Atlantic, l'une des deux lignes de chemins de fer) pour attirer davantage de capitaux nordistes. En 1848, le petit village de Terminus devient Atlanta.
Prise en septembre 1864, sur l'ordre du général nordiste William Tecumseh Sherman, la ville sudiste est entièrement détruite.

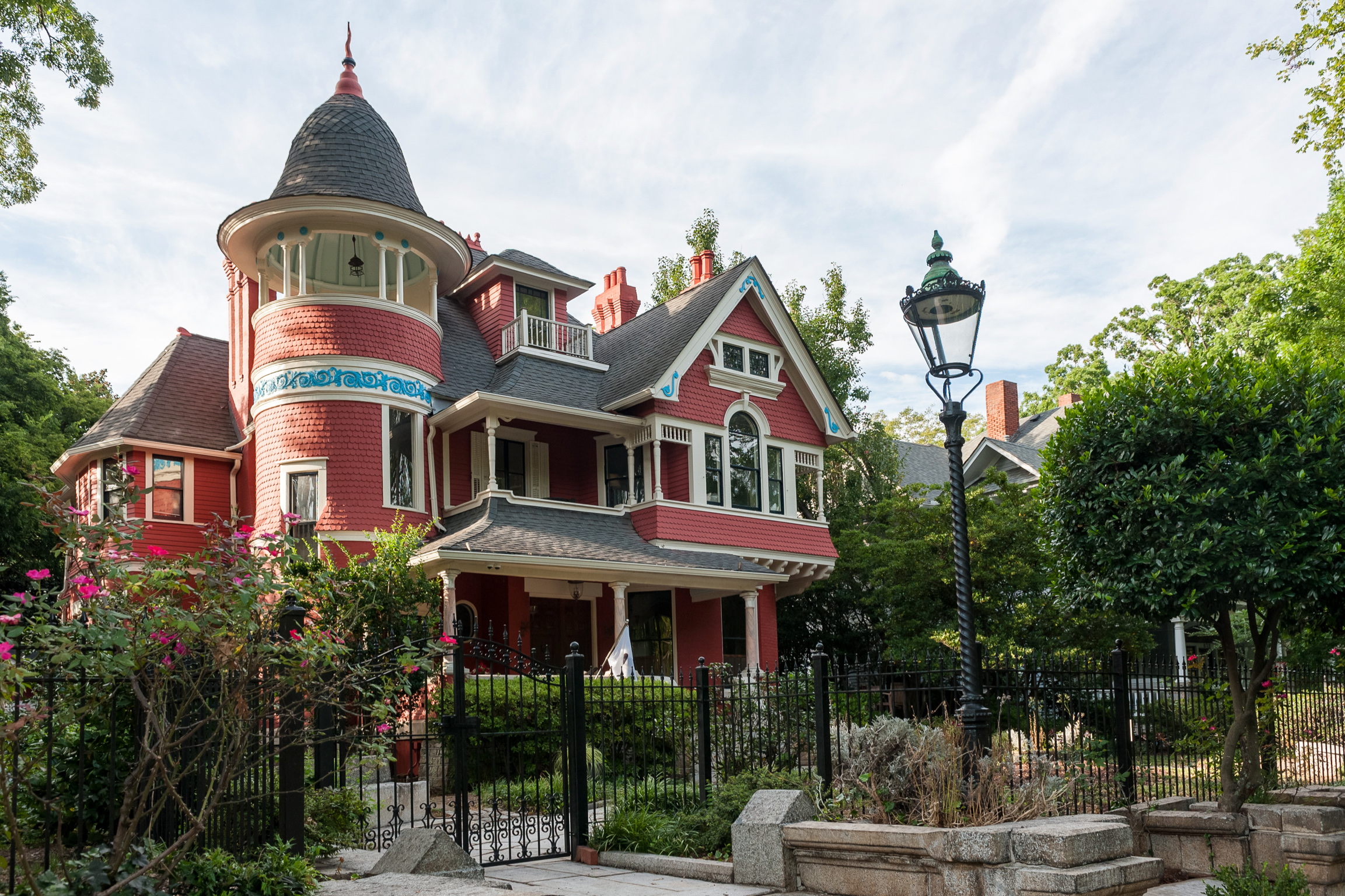
Beath-Dickey House (1890) dans le quartier d'Inman Park.

En 1946, le quartier général de ce qui deviendra les Centres pour le contrôle et la prévention des maladies (CDC) est établi à Atlanta.
Pendant les années 1960, Martin Luther King, Ralph Abernathy et les étudiants d'universités historiquement noires d'Atlanta jouent un rôle majeur dans la direction du mouvement afro-américain des droits civiques. Atlanta devint, en 1974, la première grande ville du Sud à élire un maire noir, Maynard Jackson. Martin Luther King Sr. et son fils Martin Luther King y furent pasteurs. La ville a accueilli les Jeux olympiques d'été de 1996.

## Géographie
Selon le Bureau du recensement des États-Unis, la ville a une superficie de 343 km2, dont 341,2 km2 de terres et 1,8 km2 d'eau. L'eau représente 0,51 % de la surface totale.
La ville d'Atlanta se trouve principalement dans le comté de Fulton (environ 90 % de la ville) ainsi que sur une partie du comté de DeKalb. La métropole d'Atlanta (Atlanta Metropolitan Area) s'étend sur une vingtaine de comtés : Barrow, Bartow, Carroll, Cherokee, Cobb, Coweta, DeKalb, Douglas, Fayette, Forsyth, Fulton, Gwinnett, Henry, Newton, Paulding, Pickens, Rockdale, Spalding et Walton. L'aire métropolitaine et la ville-centre connaissent des bouleversements urbains et socio-économiques considérables ces dernières décennies. 

### Climat
Atlanta se trouve à l'intérieur des terres et son climat est proche de celui de l'Australie du Sud-Est.
D'après la classification de Köppen, la température du mois le plus froid est comprise entre 0 °C et 18 °C (janvier avec 6,4 °C) et la température du mois le plus chaud est supérieure à 10 °C (juillet avec 26,9 °C) donc c'est un climat tempéré. Les précipitations sont stables et abondantes, il n'y a pas de saison sèche. C'est donc un climat tempéré chaud sans saison sèche. L'été est chaud car la température moyenne du mois le plus chaud est supérieure à 22 °C (juillet avec 26,9 °C).
Le climat d'Atlanta est donc classé comme Cfa dans la classification de Köppen, soit un climat subtropical humide.
Les étés sont généralement très chauds et humides (les températures peuvent facilement dépasser les 35 °C et les indices de chaleur peuvent dépasser les 40 °C), accompagnés parfois de courtes averses chaudes souvent dues à des orages estivaux. Les hivers sont doux par rapport à ceux du reste des États-Unis. Ils sont néanmoins plus froids et les étés moins arrosés que sur le littoral.
La température moyenne annuelle est de 17,0 °C et le total des précipitations par an est de 1 261,9 mm. La température est descendue jusqu'à −23 °C au cours du mois de février 1899 et s'est élevée jusqu'à 41,5 °C au cours du mois de juillet 1980, juillet 2011 et de juin 2012 à l’aéroport.
Atlanta bénéficie d'un ensoleillement très élevé avec 2 738,1 heures en moyenne par an.
| Mois                                | jan.  | fév.  | mars  | avril | mai   | juin  | jui.  | août  | sep.  | oct.  | nov.  | déc.  | année   |
| ----------------------------------- | ----- | ----- | ----- | ----- | ----- | ----- | ----- | ----- | ----- | ----- | ----- | ----- | ------- |
| Température minimale moyenne (°C)   | 1,2   | 3,2   | 6,8   | 10,8  | 15,7  | 20    | 21,8  | 21,4  | 18,1  | 12,1  | 6,8   | 2,5   | 11,7    |
| Température moyenne (°C)            | 6,4   | 8,6   | 12,6  | 16,7  | 21,3  | 25,2  | 26,9  | 26,4  | 23,1  | 17,4  | 12,3  | 7,5   | 17      |
| Température maximale moyenne (°C)   | 11,5  | 13,9  | 18,3  | 22,7  | 26,8  | 30,5  | 31,9  | 31,3  | 28    | 22,8  | 17,7  | 12,4  | 22,3    |
| Ensoleillement (h)                  | 164,3 | 172,3 | 220,1 | 261   | 288,3 | 285   | 272,8 | 257,3 | 228   | 238,7 | 186   | 164,3 | 2 738,1 |
| Précipitations (mm)                 | 106,7 | 118,6 | 121,9 | 85,3  | 93    | 100,3 | 133,6 | 99,1  | 113,5 | 86,6  | 104,1 | 99,1  | 1 261,9 |
| Nombre de jours avec précipitations | 10,9  | 9,8   | 9,7   | 8,6   | 9,3   | 9,9   | 11,7  | 9,7   | 7,5   | 6,9   | 8,8   | 10,5  | 113,3   |

## Urbanisme

### Quartiers

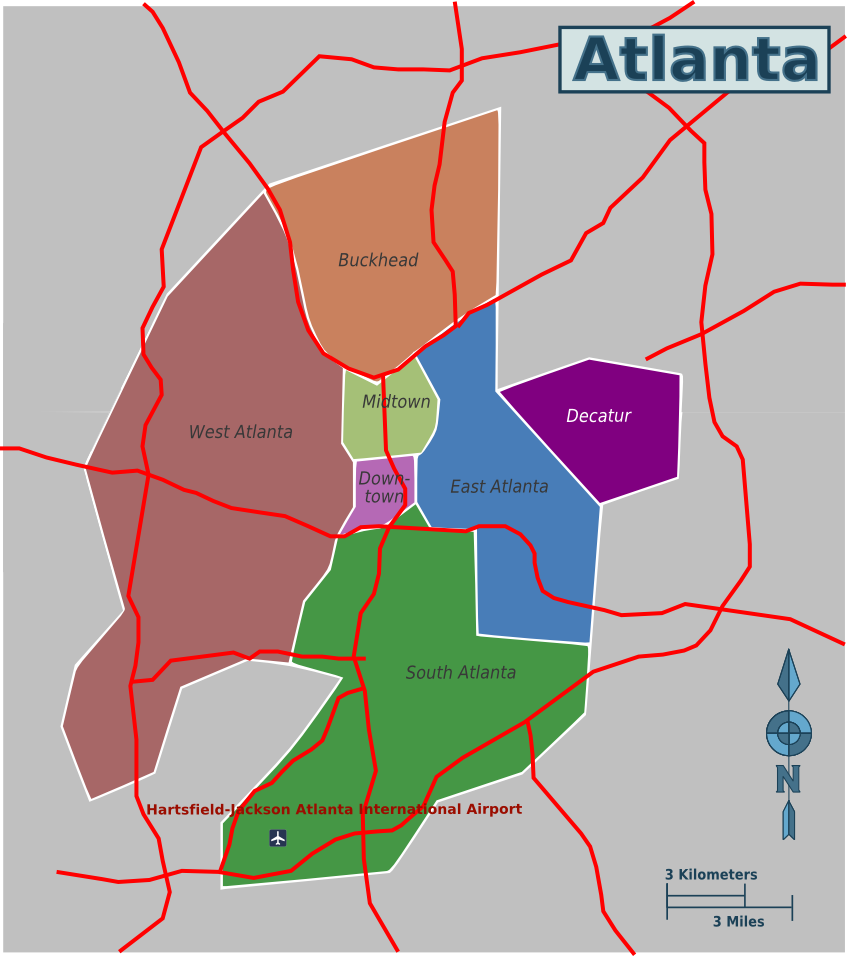
Quartiers principaux de la ville d'Atlanta.

La métropole d'Atlanta est développée principalement selon un axe Nord-Sud le long de l'Interstate 85, axe également emprunté par les lignes de métro. Atlanta possède trois quartiers très urbanisés, Downtown, Midtown et Buckhead. La banlieue de la ville est elle composée des quartiers West Atlanta, South Atlanta, East Atlanta et Decatur à l'extrême Est.
Le quartier urbanisé le plus au sud de la ville, quartier historique et centre financier de la ville, se nomme Downtown.
Immédiatement au nord de Downtown se trouve le quartier de Midtown, quartier concentrant une grande partie de la croissance de la ville jusque dans les années 1990. Trois kilomètres au Nord-Ouest de Midtown débute le quartier de Buckhead, quartier le plus moderne et le plus excentré de la ville mêlant complexes résidentiels, bureaux et commerces.
À 10 km au sud de Downtown se trouve l'aéroport international Hartsfield-Jackson d'Atlanta.

#### Downtown
Downtown est le centre-ville historique d'Atlanta. Il abrite les gratte-ciel emblématiques de la ville ainsi que la plupart des infrastructures touristiques (Mercedes-Benz Stadium, Centennial Park, State Farm Arena, Aquarium de Géorgie). Downtown est contourné par l'Interstate 85 à l'Est, et limité au sud par le Downtown connector.

#### Midtown
Midtown est un quartier possédant plusieurs identités, il est très urbanisé, abritant des gratte-ciel résidentiels et commerciaux, mais offre également de vastes espaces, comme le poumon vert d'Atlanta, Parc Piedmont, ou encore le campus du Georgia Institute of Technology. Le quartier de Midtown est limité au nord par la zone commerciale d'Atlantic Station.

#### Buckhead
Buckhead est situé entre l'Interstate 75 et l'Interstate 85, cette vaste zone de la ville se divise en 2 entités différentes : les collines (Buckhead Village ou historiquement Atlanta Heights) et la zone de Peachtree Road, second centre urbanisé d'Atlanta. Le quartier mêle infrastructures commerciales (présence de nombreux malls et galeries marchandes) et constructions résidentielles.

## Voies de communication et transports

### Transport aérien
L'aéroport international Hartsfield-Jackson d'Atlanta, se trouve au sud de la ville (à 33 km du centre soit 13 minutes de train) et à l'intersection des trois comtés de Fulton, Dekalb et Clayton. 
L'aéroport est le hub principal de Delta Air Lines qui est une des plus importantes compagnies aériennes au monde.
En raison de son statut de hub, l'aéroport d'Atlanta, qui a desservi en 2017 près de 103,9 millions de passagers, se classait au premier rang mondial pour le trafic de passagers. Néanmoins, l'essentiel des vols proposés sont des vols domestiques, il se classait donc seulement au septième rang pour le trafic international de passagers.

### Transports en commun

Réseau du métro d'Atlanta.

Le métro d'Atlanta est géré par l'Autorité des transports rapides de la métropole d'Atlanta (MARTA). Cependant, la plupart des habitants de la banlieue et d'Atlanta préfèrent utiliser leurs voitures comme moyen de transport principal. Cet état de fait est peut-être dû aux faibles taxes sur l'essence de l'État de Géorgie. Cela cause de nombreux embouteillages et contribue à l'augmentation de la pollution de l'air de la ville.
Un tramway est en service depuis la fin de l'année 2014. Limité au Downtown et doté d'une flotte de quatre véhicules, son utilité est principalement touristique.
Une petite gare ferroviaire, la gare de Peachtree, où s'arrêtent les trains de l'Amtrak, existe aussi. La gare est située sur la ligne reliant New York à La Nouvelle-Orléans appelée Crescent.

### Réseaux routiers
Trois autoroutes inter-États traversent l'agglomération : l’Interstate 20 va de l'est à l'ouest alors que l’Interstate 75 va du nord-ouest au sud-est, et que l’Interstate 85 se dirige vers le sud-ouest à partir de nord-est. Ces trois voies principales se rejoignent au Downtown Connector (en) où passent plus de 340 000 véhicules par jour. L'Interstate 285 (aussi connue sous le nom de The Perimeter) encercle la ville et plusieurs de ses proches banlieues.

## Démographie
En 2010, la population était de 420 003 habitants pour la municipalité et de 5 268 860 habitants pour l'agglomération d'Atlanta-Sandy Springs-Marietta. Selon le Bureau du recensement des États-Unis, environ 250 000 personnes en plus des habitants viennent travailler chaque jour dans la ville, ce qui fait porter la population diurne d'Atlanta à 720 688 personnes. C'est une augmentation de près de 60 % par rapport au total de la population normale de la ville.

### Composition ethnique
| Groupe            | Atlanta | Géorgie | États-Unis |
| ----------------- | ------- | ------- | ---------- |
| Afro-Américains   | 54,0    | 30,5    | 12,6       |
| Blancs            | 38,4    | 59,7    | 72,4       |
| Asiatiques        | 3,1     | 3,3     | 4,8        |
| Métis             | 2,0     | 2,1     | 2,9        |
| Autres            | 2,3     | 4,1     | 6,2        |
| Amérindiens       | 0,2     | 0,3     | 0,9        |
| Total             | 100     | 100     | 100        |
|                   |         |         |            |
| Latino-Américains | 5,2     | 8,8     | 16,7       |

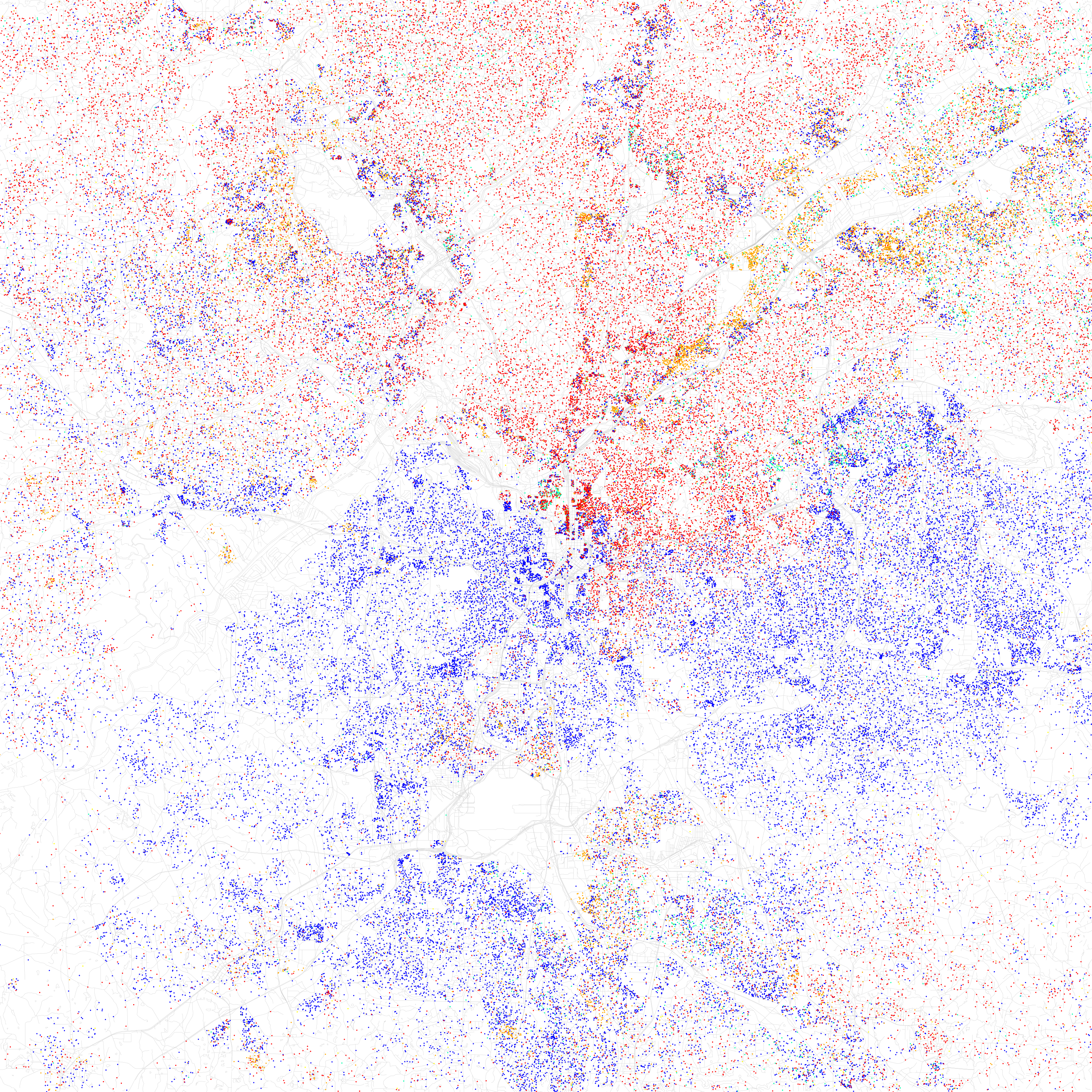
Distribution des groupes ethniques en 2010. Chaque point représente 25 personnes : Blancs non hispaniques, Noirs, Asiatiques, Latinos et Autres (jaune).

Selon l'American Community Survey, pour la période 2011-2015, 89,81 % de la population âgée de plus de 5 ans déclare parler l'anglais à la maison, 4,50 % l'espagnol, 0,82 % une langue chinoise, 0,71 % le français, 0,55 % le coréen et 3,62 % une autre langue.

## Politique et administration

### Administration municipale

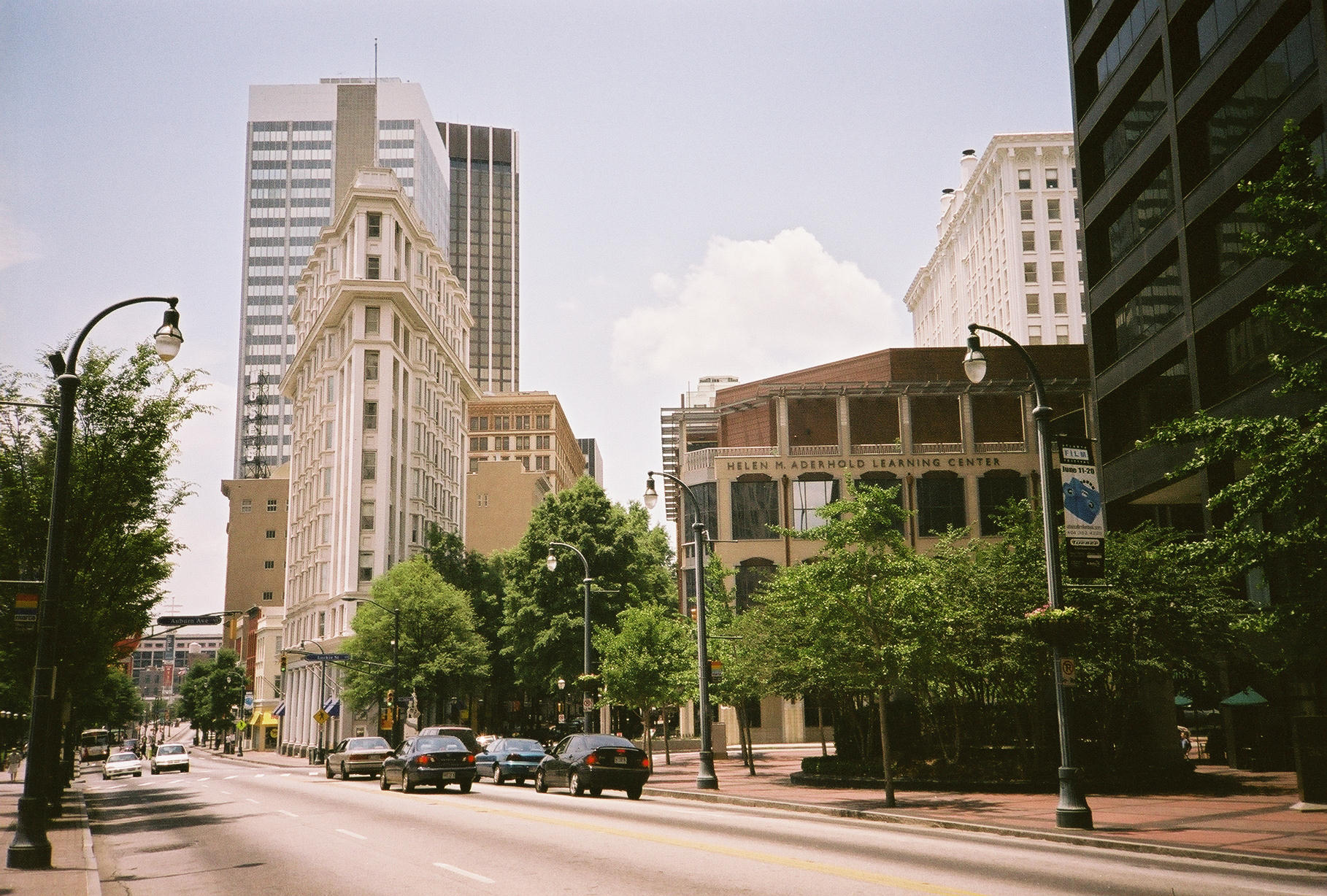
Centre-ville d'Atlanta.

Atlanta est gouvernée par un maire et un conseil municipal composé des représentants des douze districts de la ville, tous élus pour quatre ans. Le maire a le droit de veto sur les lois proposées par le conseil, mais celui-ci a le dernier mot s'il gagne une majorité aux deux-tiers. Le maire d'Atlanta est le démocrate Andre Dickens (en), depuis le 3 janvier 2022.

### Police municipale
Les missions de police judiciaire et de sécurité publiques sont confiées à une police municipale connue sous le nom d'Atlanta Police Department (APD). Les policiers assermentés de la police d'Atlanta sont armés de pistolets Smith & Wesson M&P40 et patrouillent au volant de Dodge Charger, Chevrolet Caprice et Ford Taurus Police Interceptor.
En 2018, au moins 48 personnes ont été abattues par la police d'Atlanta.

### Jumelages et accords de coopération

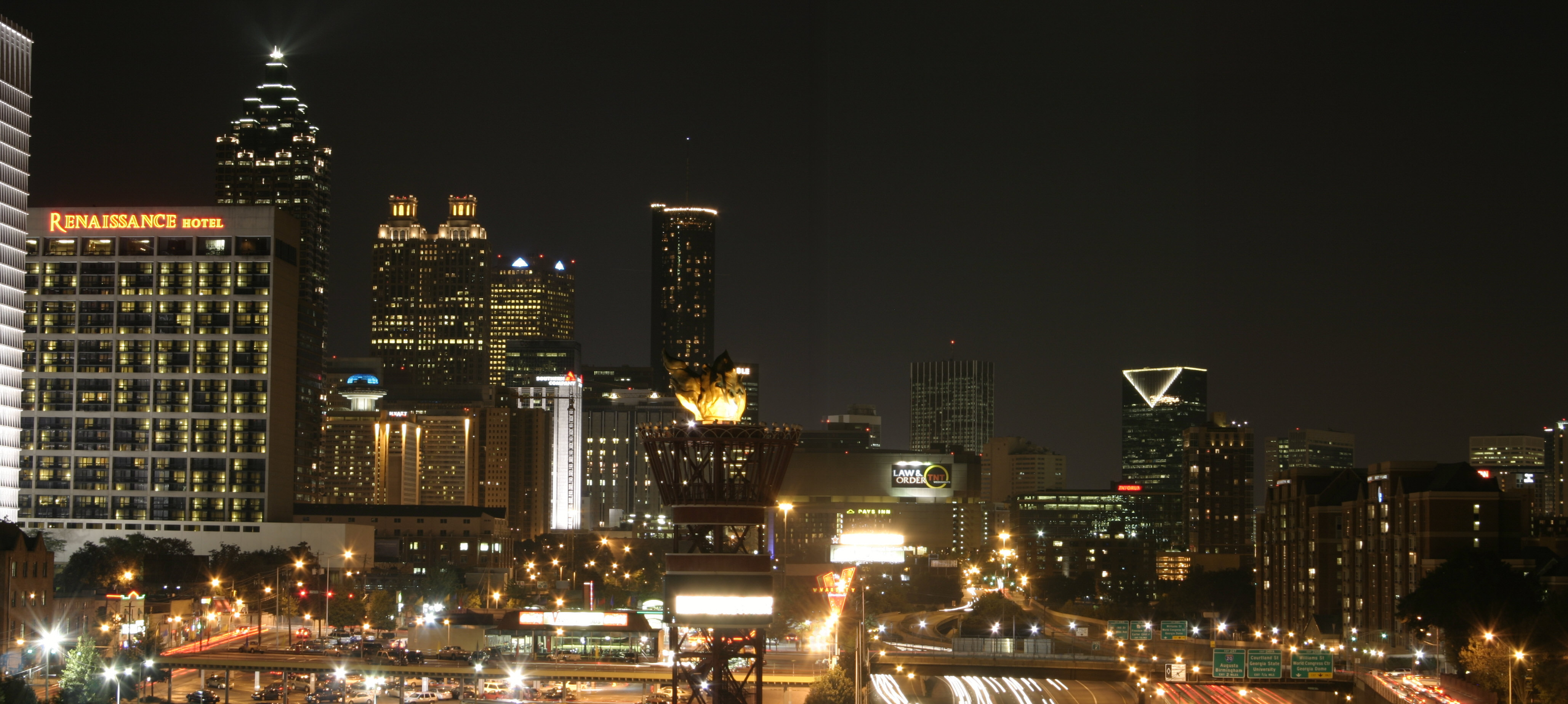
Panorama d'Atlanta, quartier de Downtown.

La ville d'Atlanta est jumelée avec les villes suivantes :
- Salzbourg (Autriche) depuis 1967
- Bruxelles (Belgique) depuis 1967
- Rio de Janeiro (Brésil) depuis 1972
- Montego Bay (Jamaïque) depuis 1972
- Toulouse (France) depuis 1975
- Taipei (Taïwan) depuis 1974
- Lagos (Nigeria) depuis 1974
- Newcastle upon Tyne (Angleterre) depuis 1977
- Daegu (Corée du Sud) depuis 1981
- Tbilissi (Géorgie) depuis 1988
- Asmara (Érythrée) depuis 1993
- Olympie (Grèce) depuis 1994
- Bucarest (Roumanie) depuis 1994
- Cotonou (Bénin) depuis 1995
- Salcedo (République dominicaine) depuis 1996
- Nuremberg (Allemagne) depuis 1998
- Yoqneam (Israël) depuis 2000
- Ra'anana (Israël) depuis 2001
- Fukuoka (Japon) depuis 2005
- Kumasi (Ghana) depuis 2010
- Port-d'Espagne (Trinité-et-Tobago) depuis 1987

## Économie

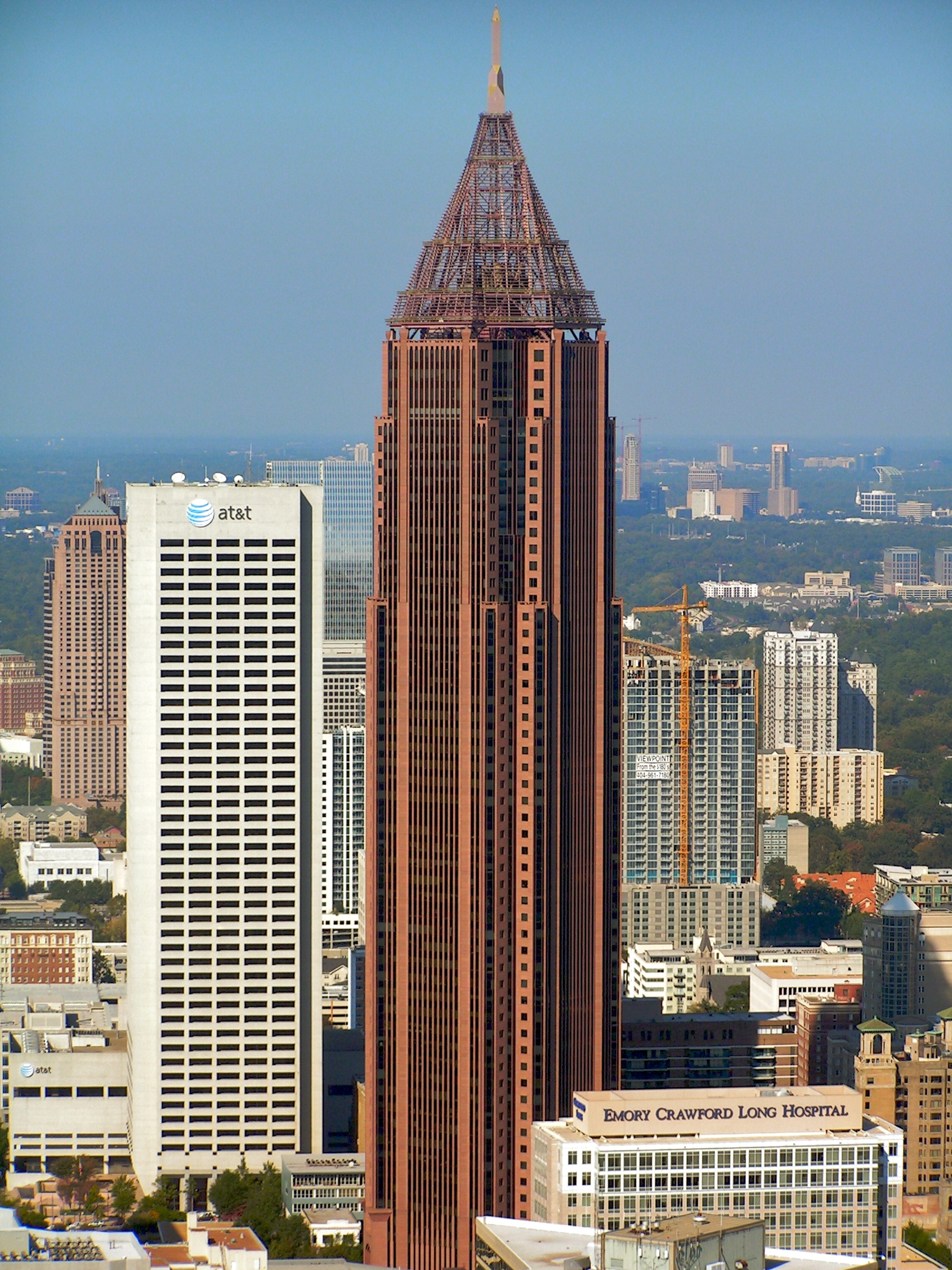
Bank of America Plaza.

Atlanta joue le rôle de métropole économique pour le Sud-Est des États-Unis. Son rayonnement s'étend ainsi aux états voisins, le Tennessee, l'Alabama, la Caroline du Nord et la Caroline du Sud. On y trouve le siège social de nombreuses multinationales, telles que CNN, Delta Air Lines, Coca-Cola, BellSouth, Home Depot, UPS, Stonesoft, Teavana (en), etc. La ville accueille aussi de nombreux sièges de chaînes de télévision et studios de tournage (Turner Studios, Pinewood Studios).
Pour abriter les sièges des entreprises situées à Atlanta de nombreux gratte-ciel ont été construits dans le centre d'affaires d'Atlanta (CBD) ainsi que dans certaines municipalités de la périphérie.

## Éducation

### Établissements scolaires et universités

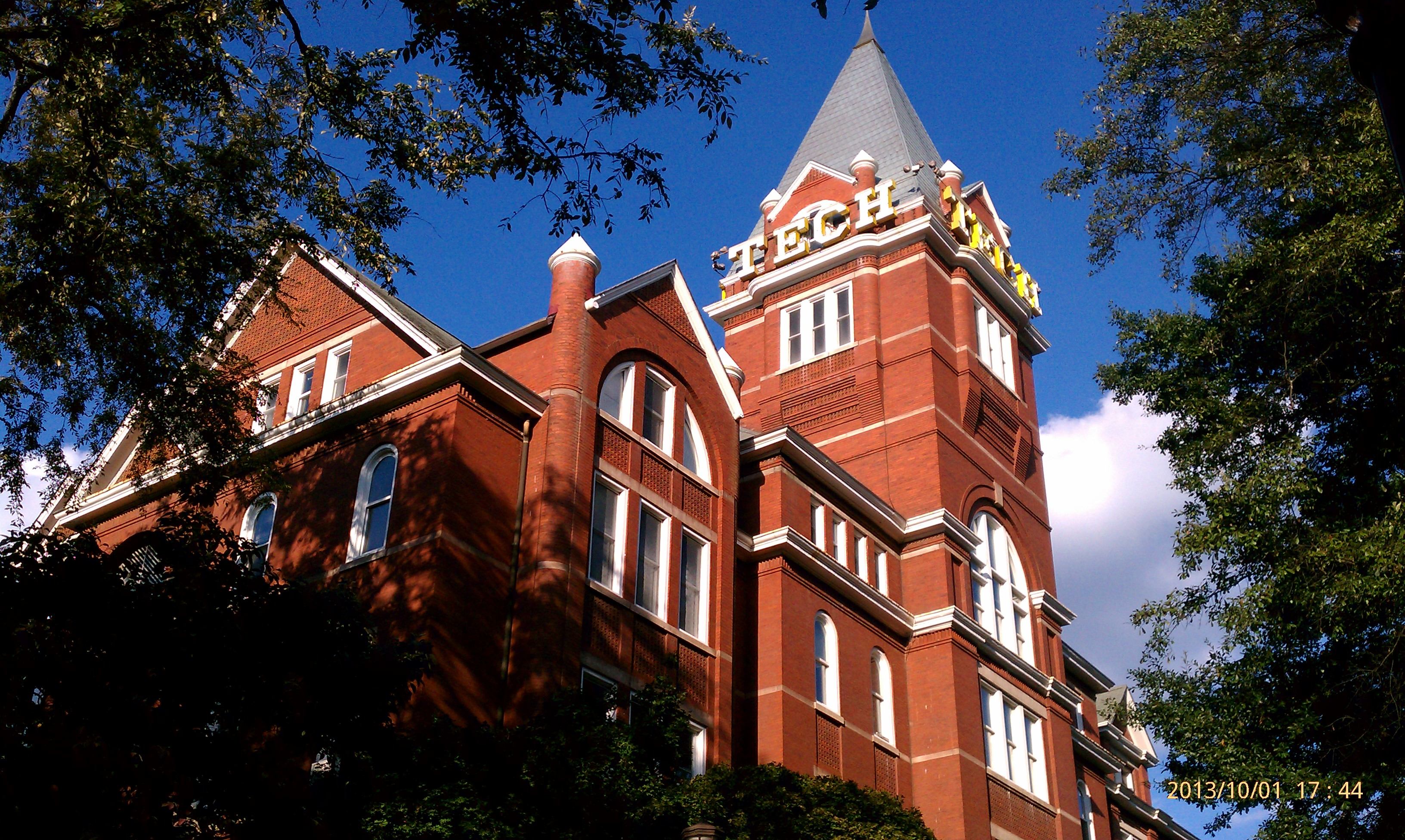
La TECH Tower, symbole du Georgia Institute of Technology.

Le système scolaire public est géré par l'Atlanta Board of Education, dont le superintendant actuel est le Dr Beverly L. Hall. Il regroupe 51 000 élèves répartis dans un total de 85 établissements, 59 écoles élémentaires, 16 collèges, 10 lycées et 7 charter schools.
Atlanta compte plus de trente universités et institutions d'enseignement supérieur dont deux figurent parmi les meilleures du pays :
- Georgia Institute of Technology : université de recherche publique dont les programmes d'ingénierie figurent parmi les meilleurs du monde[20]. Ses programmes, dispensés en physique sur ses différents campus (Atlanta mais aussi Metz et Shenzhen) ou à distance, accueillent près de 48 000 undergraduates et graduates[21].
- Emory University : université de recherche privée proposant des programmes reconnues en médecine et ingénierie biomédicale à près de 16 000 étudiants[22].

Les autres institutions universitaires notables d'Atlanta sont les suivantes :
- Georgia State University : université publique d'enseignement et de recherches avec plus de 30 000 étudiants inscrits ;
- les Universités historiquement noires (HBCU - Historically Black Colleges and Universities): la ville accueille plusieurs établissements ayant activement participé aux mouvements des droits civiques afro-américains : Morehouse College, Spelman College (en)… En 1865, l'Atlanta University (aujourd'hui Clark Atlanta University (en)) devient le premier établissement américain à délivrer des diplômes universitaires à des étudiants afro-américains[23].

## Culture

### Musique
Depuis 1945 la ville possède un orchestre symphonique : l'Orchestre symphonique d'Atlanta en résidence au Woodruff Arts Center.
De nombreux artistes de hip-hop sont issus de la scène d'Atlanta, comme 21 Savage, Waka Flocka Flame, Gucci Mane, Usher, Lil Jon, T.I., Ludacris, Jermaine Dupri, J.I.D, TLC, Ciara, Ying Yang Twins, Jazze Pha, Jeezy, Lil Baby, Gunna, Lil Scrappy, 2 Chainz, Migos, Metro Boomin, Young Thug, Rich Homie Quan, OutKast, Future et Playboi Carti. Plusieurs mouvements hip-hop sont d'ailleurs nés à Atlanta, dont le Dirty South. Atlanta est aussi le berceau d'un nouveau et récent mouvement hip-hop (et qui n'est pas du rap), le Crunk (contraction de « crazy » et de « drunk ») ou de la Snap Music dont les principaux acteurs sont les Dem Franchize Boyz, D4L et Soulja Boy.
Le groupe de nu metal, Sevendust vient également d'Atlanta.

### Monuments

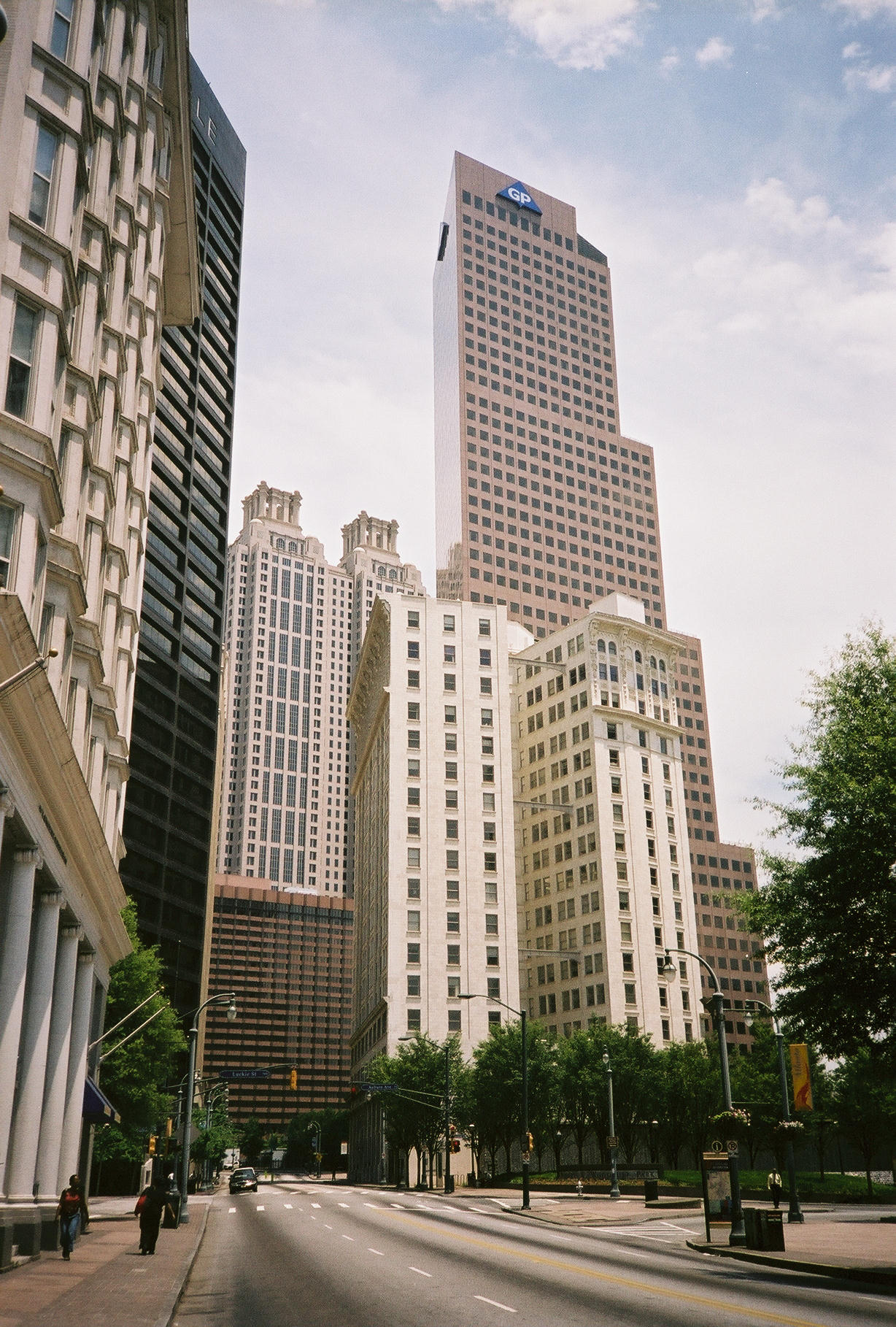
Gratte-ciel du centre-ville.

- Atlanta est le lieu de naissance de Martin Luther King. Plusieurs monuments à Atlanta lui sont consacrés dont son lieu de naissance au 501 Auburn Avenue, ainsi qu'un mémorial, le Martin Luther King, Jr. Center for Nonviolent Social Change (Centre Martin Luther King, Jr pour le changement social non violent).
- Le cimetière d'Oakland est le cimetière historique d'Atlanta et le seul monument de la ville qui date d'avant la guerre de Sécession.
- La maison de Margaret Mitchell, auteur du livre Autant en emporte le vent.
- La Swan House (maison du Cygne), située au « centre historique d'Atlanta » dans le quartier de Buckhead.
- Le musée Coca-Cola. Le premier musée vit le jour en 1990, avant de fermer afin de laisser place au nouveau musée World of Coca-Cola[24] dont l'ouverture eut lieu en 2007.
- Les studios de la chaîne CNN sont aussi un lieu de visite important, proche de la State Farm Arena.
- La bibliothèque présidentielle Jimmy Carter.

Dans l'agglomération, le monolithe du populaire parc de Stone Mountain évoque, à la manière du Mont Rushmore, les chefs confédérés Jefferson Davis, Robert Lee et Stonewall Jackson.

### Musées

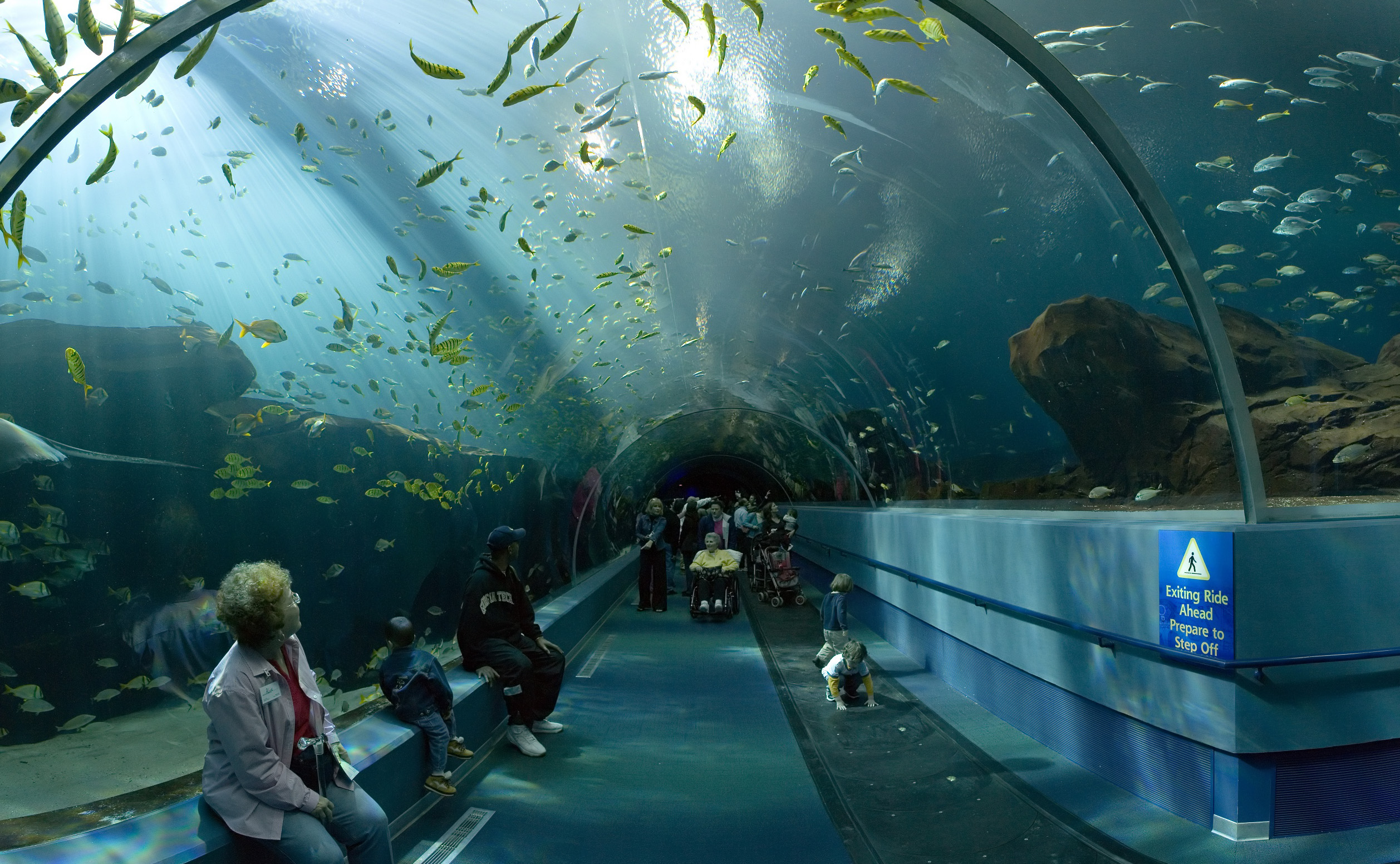
L'Aquarium de Géorgie, le plus grand du monde.

Le High Museum of Art, fondé en 1905, est le principal musée d'Atlanta en Géorgie. Ses collections permanentes offrent 11 000 œuvres aux visiteurs ; les collections américaines des XIXe et XXe siècles sont particulièrement riches. Le musée expose 142 œuvres du Louvre en 2006, grâce à un accord.
L'Aquarium de Géorgie est le plus grand du monde. Ouvert en 2005, il totalise 30 millions de litres d'eau dans ses bassins et abrite plus de 120 000 animaux de 500 espèces. Le bâtiment fut construit grâce à une donation de 250 millions de dollars de Bernard Marcus, le fondateur de Home Depot. Il est situé au nord du Parc du Centenaire, près du centre-ville d'Atlanta.
Le jardin botanique (Botanical Garden), situé à côté du parc Piedmont, possède des serres reproduisant les différents biotopes de la planète : forêt tropicale humide, désert... Chaque été, des expositions d'art y sont présentées. En 2006, il s'agissait de l'exposition d'œuvres de l'artiste française Niki de Saint Phalle.
Le Centre national pour les droits civiques et humains ainsi que le musée du groupe Coca-Cola (World of Coke) sont deux hauts lieux touristiques également installés à proximité du Parc du Centenaire.

### Événements

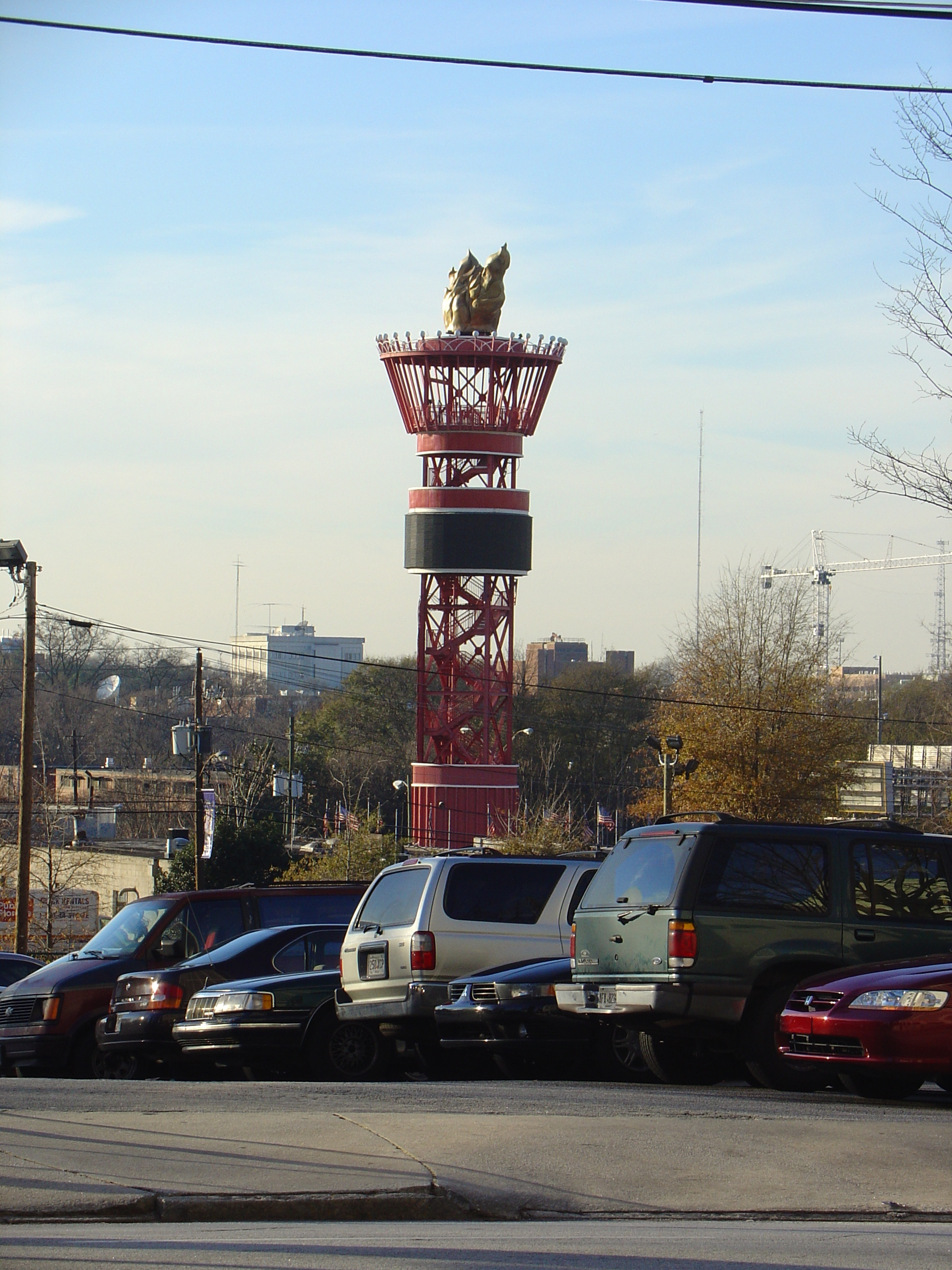
Une fausse « flamme Olympique » construite comme attraction touristique avant les JO de 1996.

La ville d'Atlanta a accueilli les Jeux olympiques d'été de 1996. Elle constitue également un grand centre de conférences et de congrès : en juin 2006, la conférence de l'American Society of Clinical Oncology (ASCO) s'y est tenue.
Atlanta a accueilli le premier Forum social des États-Unis du 27 juin au 1er juillet 2007, à l'initiative du Forum social.
Atlanta a été touchée par une tornade le 14 mars 2008. Des vents violents ont affecté le centre-ville, causant des dommages pour une valeur de 150 à 200 millions de dollars et provoquant la mort de deux personnes.
Atlanta a accueilli Le Plus Grand Pay-Per-View De La WWE le dimanche 3 avril 2011 : WrestleMania XXVII au Georgia Dome.

### Sports
| Équipe              | Ligue                                  | Stade                    | Création | Titres | Départ |
| ------------------- | -------------------------------------- | ------------------------ | -------- | ------ | ------ |
| Braves d'Atlanta    | MLB (baseball)                         | Truist Park              | 1876     | 4      |        |
| Hawks d'Atlanta     | NBA (basketball)                       | State Farm Arena         | 1946     | 1      |        |
| Falcons d'Atlanta   | NFL (football américain)               | Mercedes-Benz Stadium    | 1965     | 0      |        |
| Atlanta Legends     | AAF (football américain)               | Georgia State Stadium    | 2018     | 0      |        |
| Force de la Géorgie | AFL (football américain en salle)      | State Farm Arena         | 2002     | 0      |        |
| Atlanta United FC   | Major League Soccer (soccer)           | Mercedes-Benz Stadium    | 2014     | 1      |        |
| Dream d'Atlanta     | WNBA (basketball)                      | State Farm Arena         | 2008     | 0      |        |
| Beat d'Atlanta      | Women's Professional Soccer (football) | Fifth Third Bank Stadium | 2009     | 0      |        |
| Flames d'Atlanta    | LNH (hockey sur glace)                 | Omni Coliseum            | 1972     | 0      | 1980   |
| Thrashers d'Atlanta | LNH (hockey sur glace)                 | State Farm Arena         | 1999     | 0      | 2011   |

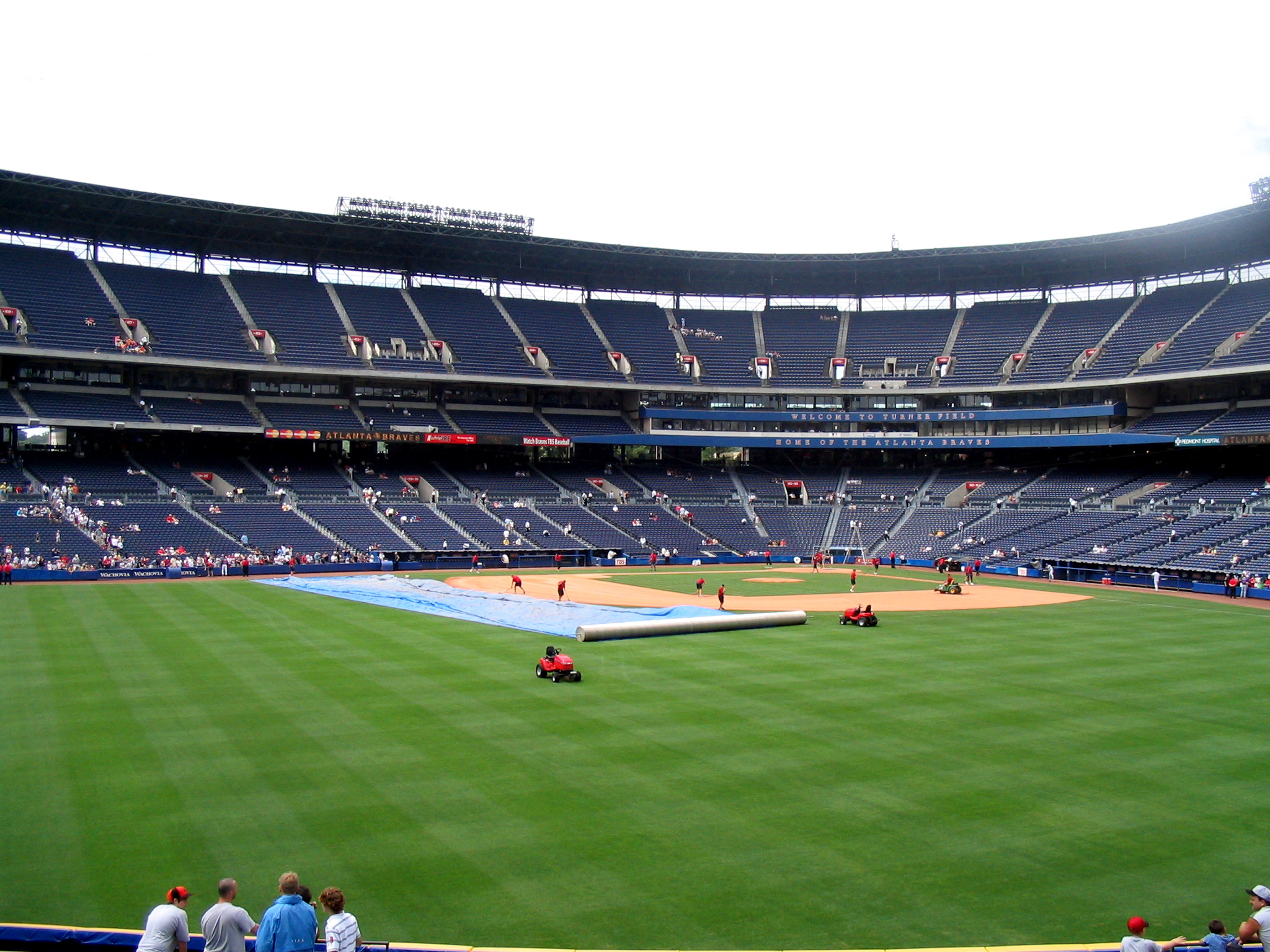
Le Turner Field, stade des Braves d'Atlanta.

La ville d'Atlanta est la première et seule ville à avoir perdu deux équipes de la Ligue nationale de hockey.
L'équipe des Yellow Jackets de Georgia Tech, club omnisports universitaire, compte plusieurs titres majeur en football américain.

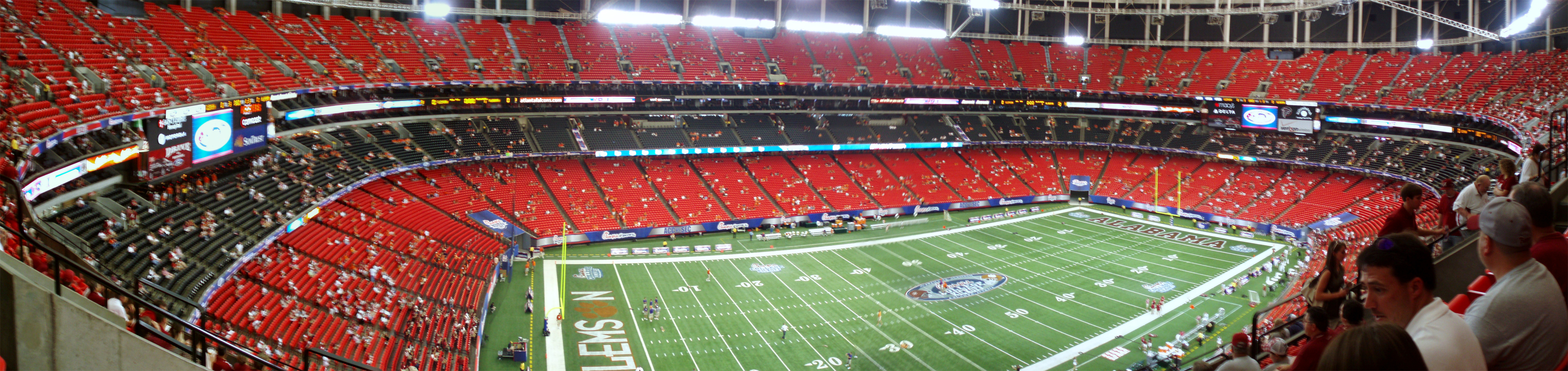
Le Georgia Dome.

### Religion
- Archidiocèse d'Atlanta
- Cathédrale du Christ-Roi d'Atlanta
- Basilique du Sacré-Cœur-de-Jésus d'Atlanta

## Dans la culture populaire
Originellement un hub de médias dû à la présence des sièges de nombreuses chaines télévisées, Atlanta et sa région accueillent désormais de nombreuses productions cinématographiques. En effet; de nombreux programmes (avantages fiscaux, constructions de grands studios...) ont été mis en place pour séduire des productions à s'installer à Atlanta.